# Alpinia pulchra
Alpinia pulchra är en enhjärtbladig växtart som först beskrevs av Otto Warburg, och fick sitt nu gällande namn av Karl Moritz Schumann. Alpinia pulchra ingår i släktet Alpinia och familjen Zingiberaceae. Inga underarter finns listade i Catalogue of Life.